# دردناک است (ترانه)
« دردناک است» (به انگلیسی: Pretty Hurts) ترانه‌ای از هنرمند اهل ایالات متحده آمریکا بیانسه است که در ۱۳ دسامبر ۲۰۱۳ منتشر شد. این ترانه در آلبوم بیانسه قرار داشت.